# Лудвиг II (Лигниц)
Лудвиг II фон Лигниц (на немски: Ludwig II Hercog von Brieg und Liegnitz; * 1384 (1380/1385); † 30 май 1436) е херцог на Бриг/Бжег (1399 – 1436) с Кройцбург и херцог на Лигниц (1419 – 1436) в Полша. Той е от рода на Силезийските Пясти.

## Живот
Син е на херцог Хайнрих VIII (VII) от Силезия-Любен-Бриг/Бжег (1344 – 1399) и втората му съпруга Маргарета фон Мазовия (1358 – 1388/1396), вдовица на херцог Казимир IV от Померания († 1377), дъщеря на херцог Зимовит III фон Мазовия († 1381) и Еуфемия фон Тропау (1319 – 1352). По-малък полубрат е на Хайнрих IX фон Любен (1369 – 1419/1420), херцог на Лигниц и от 1399 до 1419/1420 г. херцог на Хайнау/Хойнув, Любен и Олау/Олава.
След смъртта на баща му през 1399 г., Лудвиг II и по-големият му полубрат Хайнрих IX разделят наследената собственост. Хайнрих получава Любен, Олау, Нимпч/Немча и половин Хайнау, а Лудвиг получава Бриг с Кройцбург и Конщат. През 1404 г. херцог Лудвиг II отива на поклонение в Светите земи и там е пленен от сарацините до 1405 г.
Лудвиг II се жени пр. 14 август 1409 г. за унгарската магнатска дъщеря Хедвиг фон Заполя контеса фон Тренчин († 1414). Бракът е бездетен. Останал вдовец през 1414 г. Лудвиг II се жени втори път по времето на Констанцкия събор на 9 април 1418 г. за Елизабет фон Бранденбург (* 1403; † 31 октомври 1449, Лигниц), дъщеря на курфюрст Фридрих I (1371 – 1440) и Елизабета Баварска (1383 – 1442).
Лудвиг е един от най-богатите князе по неговото време и оставя на съпругата и дъщерите му 30 000 рейнски гулдена и 10 000 бохемски гроша. Лудвиг II няма мъжки наследник и от 1436 до 1469 г. следват наследствени конфликти.
Херцог Лудвиг е погребан в основания от него 1423 г. манастир „Картаузе Лигниц“, която през 1547 г. е разрушена при херцог Фридрих III, и е преместен в „Йоанитската църква“ в Лигниц, където има погребани членове на фамилията му. Там Луиза фон Анхалт-Десау построява мавзолей на Силезийските Пясти. Вдовицата му Елизабет фон Бранденбург се омъжва втори път на 17 февруари 1439 г. за доста по-младия херцог Вацлав I от Чешин (1413/1418 – 1474). Този брак е нещастен и бездетен и те скоро се разделят.

## Деца
Лудвиг II и Елизабет фон Бранденбург имат децата:
- Лудвиг (* 1420; † 7 януари 1435)
- Елизабет (* 5 януари 1426; † 1435)
- Магдалена (* пр. 1430; † 10 септември 1497), омъжена пр. 4 февруари 1442 г. за херцог Николаус I от Опелн (1420 – 1476) от род силезийски Пясти
- Хедвиг (* пр. 1433; † 20 октомври 1471), омъжена февруари 1445 г. за херцог Йохан I фон Любен (1425 – 1453) от род силезийски Пясти